# Andreas Busch (Heimatforscher)
Andreas August Busch (* 16. Juni 1883 auf Nordstrand; † 7. Juli 1972 ebenda) war ein deutscher Bauer und Heimatforscher.

## Leben und Wirken
Andreas Busch war ein Sohn des Bauern, Müllers und Bäckers Friedrich Andreas Busch (* 30. Juni 1850 in Epenwöhrden; † 10. November 1932). Die Vorfahren väterlicherseits waren ein in Dithmarschen alteingesessenes Geschlecht von Bauern und Müllern. Seine Mutter Anna Catharina, geborene Michelsen (* 6. Dezember 1858 in Nordstrand; † 24. Februar 1944 ebenda) war eine Tochter des Nordstrander Hofbesitzers Bahne Thomas Michelsen und Sophie Dorothea, geborene Erichsen. Es handelte sich um eine alteingesessene Familie von Bauern.
Busch ging von 1890 bis 1899 auf die Nordstrander Volksschule, die anfangs einklassig, danach zweiklassig geführt wurde. Bereits während dieser Zeit erstellte er gerne Landkarten. Seine mangelnde Schulbildung verwehrte ihm jedoch, den Berufswunsch des Landmessers auszuüben. Stattdessen arbeitete er als Landwirt.
1921 entstand in der Nähe von Buschs Hof die Lithschleuse. Dabei traten überraschend Reste einer Kirche des ehemaligen Dorf Lith zutage, die bei der Burchardiflut 1634 abgegangen war. Busch arbeitete mit daran, diese Spuren zu analysieren. Im selben Jahr nahm er Forschungen zur Region um Rungholt auf. Das Gebiet war seit der Zweiten Marcellusflut 1362 mit Schlick bedeckt. Busch untersuchte nun systematisch die durch die Gezeiten zunehmend sichtbar werdenden Kulturspuren. Damit konnte er nachweisen, dass Rungholt als Handelsort und Hafen existiert hatte. Um seine Erkenntnisse korrekt dokumentierten zu können, beschäftigte er sich auch mit geologischen, wetterkundlichen, hydrographischen Fragestellungen. Darüber hinaus befasste er sich mit Statistiken über Sturmfluten, historischer Kartographie und Planung und Ausführungen von Deichen und Sielen.
Busch hatte das Problem, dass die von ihm auf der von Gräfin Diana von Reventlow-Criminil bewohnten Hallig Südfall entdeckten Kulturspuren aus der Zeit des Mittelalters deutlich tiefer lagen als neuzeitliche Anlagen. Daher bemühte er sich anfangs, die Einflüsse und Zusammenhänge zwischen natürlichen und zivilisatorischen Vorgängen aus Literatur über die Theorie der sogenannten Küstensenkung zu erarbeiten. Friedrich Müller hatte erkannt, dass diese Theorie wissenschaftlich nicht zu halten sei und stattdessen andere Gründe vorliegen müssten, bspw., dass der Meeresspiegel grundsätzlich ansteige.
Busch griff Müllers Anregungen bezüglich des steigenden Meeresspiegels auf und studierte aktuellere Literatur. Er erweiterte eigene Messwerte und sprach mit Experten über seine Überlegungen. Es handelte sich um grundlegende Ansätze mit für das angewandte Wasserwesen der Küstenlandschaft weitreichenden Konsequenzen. Busch hielt seine Erkenntnis schriftlich fest, publizierte sie jedoch zu Lebzeiten nicht. Dieser Aufsatz wurde dem Nachlass entnommen und 1977 unter dem Titel Zur Kritik in der Niveauverschiebungsfrage veröffentlicht.
Busch beschäftigte sich darüber hinaus mit der Land- und Wasserwirtschaft, Heimatkunde und genealogischen Themen. Er berichtete hierüber in vielen kleineren Beiträgen, die oftmals grundlegend waren oder andere Wissenschaftler dazu anregten, sich weiter mit den Themen zu beschäftigen. Bei der Würdigung seines Schaffens ist zu berücksichtigen, dass seine Schulbildung gering war. 1963 erhielt er die Universitätsmedaille der Universität Kiel.
Busch war verheiratet mit Anna Süsseline Erichsen (* 16. Juni 1886 in Nordstrand; † 4. März 1956 ebenda). Ihr Vater Boy Friedrich Heinrich Erichsen (1853–1940) besaß einen Hof und war verheiratet mit Engel Hedwig, geborene Jacobsen (1864–1923). Das Ehepaar Busch hatte fünf Töchter und zwei Söhne.

## Schriften (Auswahl)
- Ein Beitrag zu der Frage, ob große Kulturbauwerke, wie etwa die Eiderabdämmung und der Hindenburgdamm, verhängnisvolle Flutstauungen bewirken können. In: Die Heimat. Monatsschrift des Vereins zur Pflege der Natur- und Landeskunde in Schleswig-Holstein, Hamburg und dem Fürstentum Lübeck. Bd. 42 (1932), Nr. 5, Mai 1932, S. 117–122 (Digitalisat).
- Neue Beobachtungen im Rungholt-Watt im Jahre 1935. In: Die Heimat. Monatsschrift des Vereins zur Pflege der Natur- und Landeskunde in Nordelbingen. Bd. 46 (1936), Heft 3, März 1936, S. 71–79 (Digitalisat).
- Bilder von und nach dem Oktobersturm 1936. In: Die Heimat. Monatsschrift für schleswig-holsteinische Heimatforschung und Volkstumspflege. Bd. 47 (1937), Heft 1, Januar 1937, S. 2–10 (Digitalisat).
- Was alles vor der Entdeckung des Rungholt-Watts bei der Hallig Südfall gesehen worden ist. In: Die Heimat. Monatsschrift für schleswig-holsteinische Heimatforschung und Volkstumspflege. Bd. 48 (1938), Heft 1, Januar 1938, S. 13–16 (Digitalisat).
- Ein Versuch vor 60 Jahren, Rungholt zu entdecken.  In: Die Heimat. Monatsschrift des Vereins zur Pflege der Natur- und Landeskunde in Schleswig-Holstein. Bd. 58 (1951), Nr. 3, März 1951, S. 79f. (Digitalisat).
- Die heutige Hallig Südfall und die letzten Spuren Rungholts und Über Clades Rungholtina. Sonderdrucke aus Die Heimat, Husum-Heft, Juli 1957, und Heft 9, 1952, u. a., Wachholtz, Neumünster.
- Deicherhöhungen durch sechs Jahrhunderte, Rungholtforschung und Meeresspiegelanstieg. Sonderdruck aus Die Heimat, 70. Jhrg., Heft 6, Juni 1963, Wachholtz, Neumünster.
- Aus dem Nachlaß von Andreas Busch – Zur Kritik in der Niveauverschiebungsfrage, 1977